# Aleksandr Pitsjoesjkin
Aleksandr Joerjevitsj Pitsjoesjkin (Russisch: Александр Юрьевич Пичушкин) (Mytisjtsji (oblast Moskou), 9 april 1974) is een Russisch seriemoordenaar (van beroep winkelbediende) die op 29 oktober 2007 door een Moskouse rechtbank tot levenslange opsluiting veroordeeld werd voor 48 moorden en drie pogingen daartoe. Zelf beweerde hij minstens 61 personen te hebben gedood. 

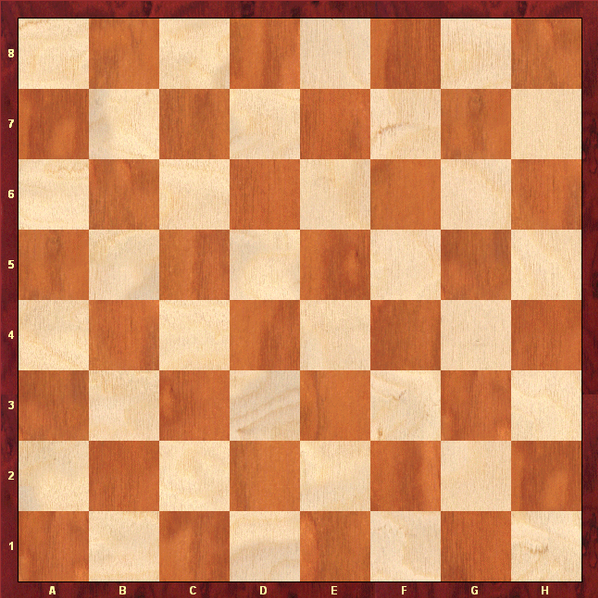
Zijn 'score' hield hij bij op een schaakbord - iedere moord een eigen veld

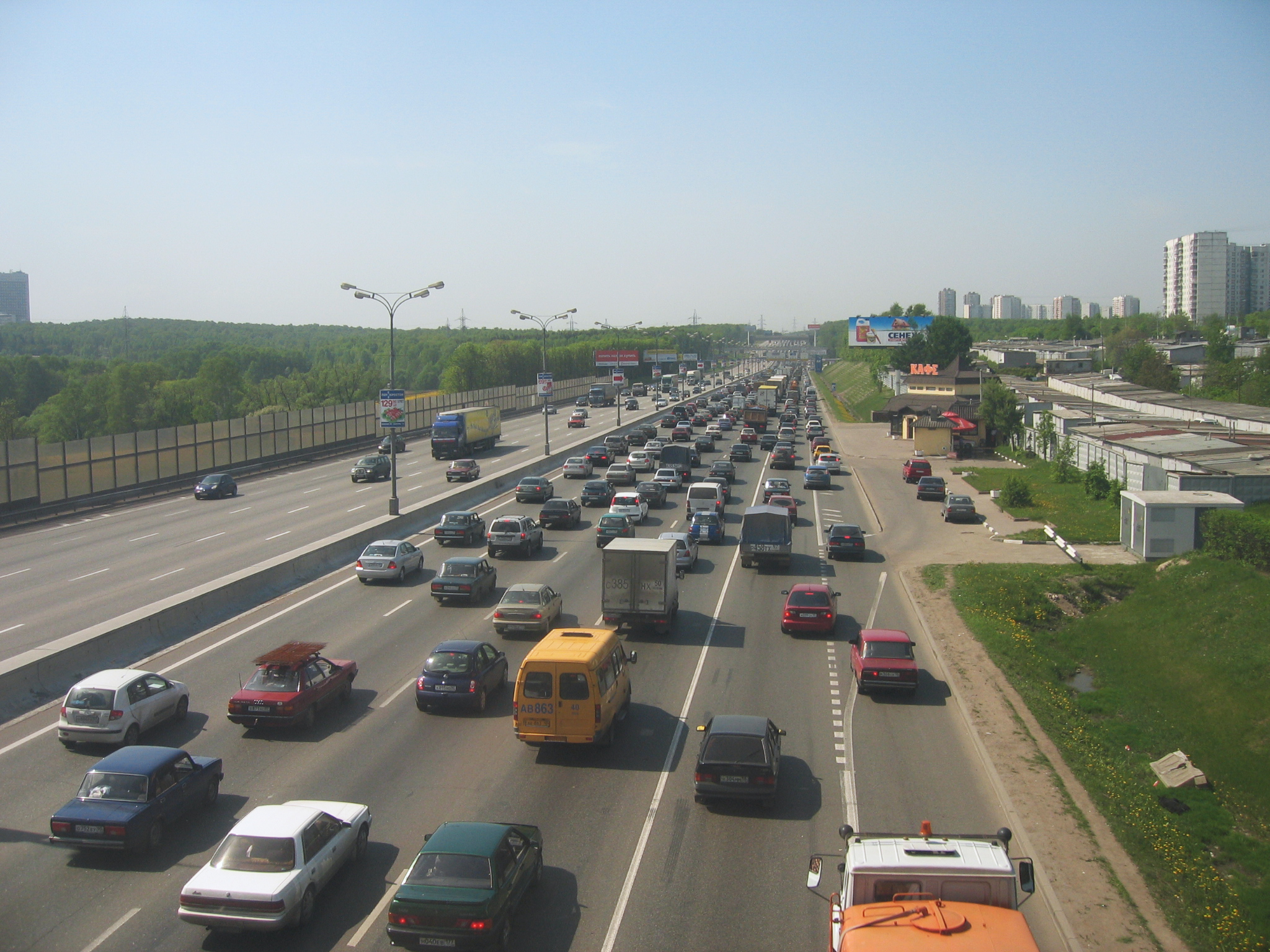
De snelwegring MKAD van Moskou voert pal langs het Bitsapark (links) waar Pitsjoesjkin zijn moorden pleegde

## Schaakbordmoordenaar
Veertien jaar lang, van 1992 tot 2006, wist Pitsjoesjkin uit handen van de politie te blijven. Hij was achttien jaar toen hij, naar eigen zeggen, 'uit liefhebberij' met moorden begon. Zijn 'score' hield hij bij op een schaakbord en in de eerste verhoren na zijn aanhouding beweerde hij dat het zijn doel was geweest in elk van de 64 velden daarvan één moord op te tekenen. Om die reden kreeg hij in de media prompt de bijnaam schaakbordmoordenaar. Maar in latere verhoren verklaarde hij dat hij waarschijnlijk nooit met zijn macabere handwerk zou zijn gestopt als hij niet zou zijn opgepakt.
Hij liep uiteindelijk tegen de lamp in juni 2006, nadat hij een vrouw had vermoord die thuis een briefje had achtergelaten waarin ze geschreven had dat ze met hem was gaan wandelen. Naderhand beweerde hij dat te hebben geweten; het had hem er evenwel niet van kunnen weerhouden haar desondanks van het leven te beroven.

## Modus operandi
Pitsjoesjkin had het overigens voornamelijk voorzien op oudere mannen en mannelijke bedelaars; onder zijn talrijke slachtoffers waren 'slechts' drie vrouwen. Meestal zocht hij aan alcohol of drugs verslaafde personen zonder familiebanden uit. Met wodka voerde hij deze beoogde slachtoffers eerst dronken in het Bitsapark (een uitgestrekt bosgebied ten zuidwesten van Moskou), zodat ze niet langer in staat waren zich te verdedigen, om ze vervolgens in riolen te verdrinken, ze te wurgen of ze met een hamer de schedel in te slaan. Ten slotte dumpte hij ze dan in een riool of kanaal.

## Erger dan deRostov Ripper?
Zou zijn 'claim' van minstens 61 moorden kloppen, dan zou Aleksandr Pitsjoesjkin de twijfelachtige 'eer' ten deel vallen om als seriemoordenaar met het hoogste aantal slachtoffers ooit de Russische geschiedenis in te gaan; een kwalificatie die sinds 1990 op naam stond van Andrej Tsjikatilo, de Rostov Ripper, die 56 moorden bekende, aan 52 daarvan werd schuldig bevonden, ter dood veroordeeld en in februari 1994 geëxecuteerd.

## Vonnis
Bij Pitsjoesjkins veroordeling geldt in Rusland al ruim tien jaar een moratorium op de doodstraf. Daarom kon de rechtbank het openbaar ministerie niet volgen in de eis de man te executeren en werd hij in de ochtend van 29 oktober 2007 veroordeeld tot levenslange opsluiting, waarvan de eerste vijftien jaar in eenzame opsluiting.